# Wohnhausgruppe Weberstraße

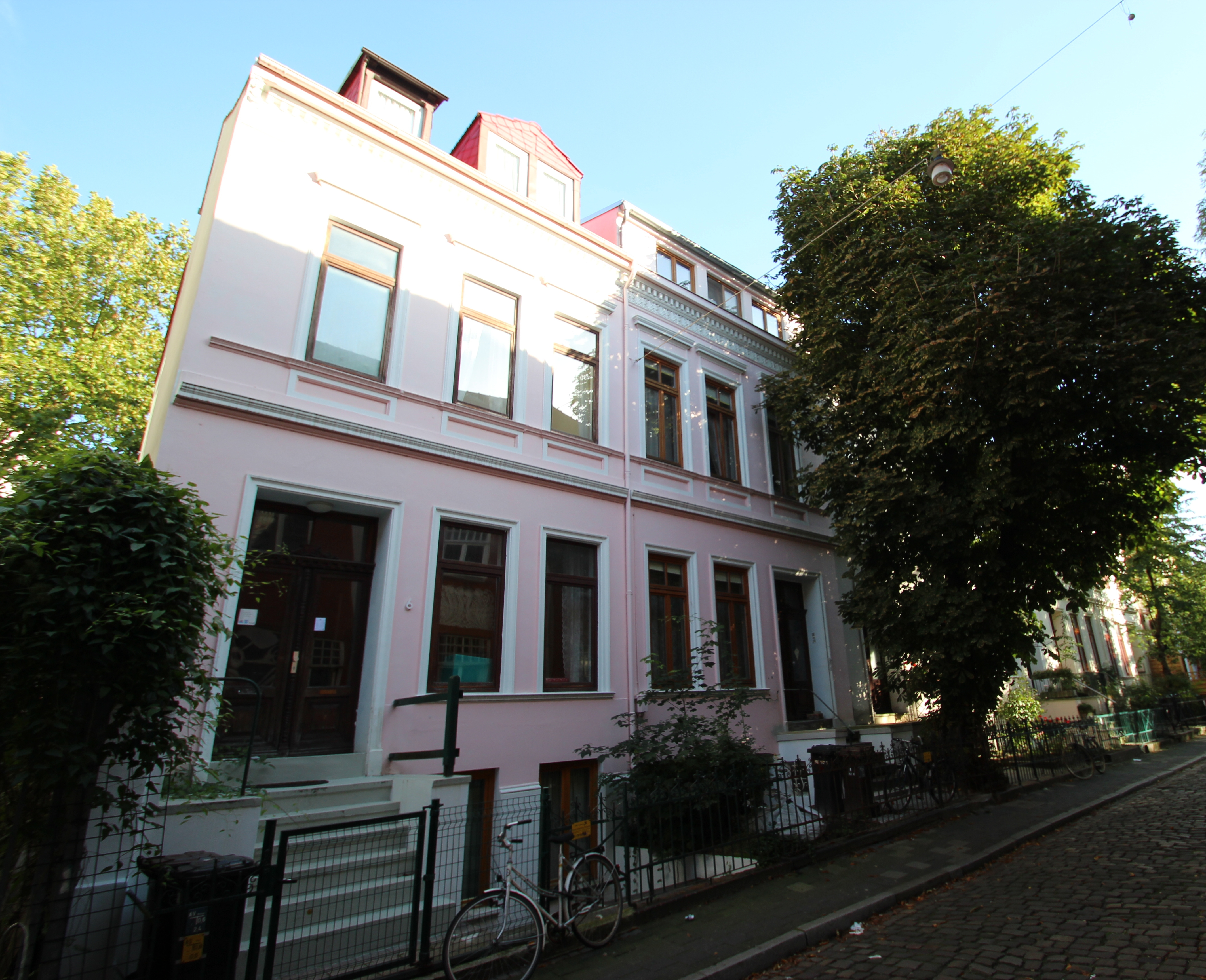
Wohnhausgruppe Weberstraße Nr. 6+8

Die Wohnhausgruppe Weberstraße befindet sich in Bremen, Stadtteil Mitte, Ortsteil Ostertor, Weberstraße 6 bis 18 (gerade Nummern). Die Wohnhausgruppe entstand um 1870. Das Ensemble steht seit 1973 unter Bremer Denkmalschutz.
Die gekrümmte Weberstraße führt in Nord-Süd-Richtung vom Ostertorsteinweg bis zur Kreuzstraße. Der frühere Weg Hinterm Paulsberg beim früheren Paulskloster (1050 bis 1523) wurde 1854 neu angelegt und umbenannt nach dem Beruf der Weber.

## Geschichte
Nur 50 Häusern befanden sich zu Beginn des 19. Jahrhunderts noch in offener Bauweise vor dem Ostertor. 1849 wurden Gebiete vom Ortsteil Ostertor eingemeindet und die Bürger erhielten das volle Bürgerrecht von Bremen. Im Paulsbergviertel fand eine rege Bautätigkeit statt.
Die zweigeschossigen, dreiachsigen, Reihenhäuser mit verputzten, klassizistischen Fassadenelementen (Fensterumrahmungen Schmuckfries) und Satteldächern stammen aus der Epoche des Historismus. Die Endhäuser mit seitlichen Erkern wichen späteren Neubauten.
Das dreigeschossige, verklinkerte, neogotische Gebäude zwischen Weber- und Schildstraße gehörte dem Bremer Consumvereins von 1870 und war deren Brotfabrik, die erst 1905 und 1913 kam. Die Hauptniederlassung befand sich seit 1884 am Ostertorsteinweg 97. 
Der im Stadtteil häufig vorkommende Häusertyp Bremer Haus wurde in Bremen zwischen der Mitte des 19. Jahrhunderts und den 1930er Jahren errichtet. Charakteristisch sind das Souterrain als Tiefparterre, die tiefe Gebäudeform und der seitliche Eingang.

Das Landesamt für Denkmalpflege Bremen schrieb dazu: „Die Reihenhäuser Weberstraße...entsprechen dem Standardtyp des ‚Bremer Hauses‘.“
Heute (2018) werden die Häuser weiterhin für Wohnzwecke genutzt. Im Haus des ehemaligen Consumvereins befindet sich die 1977 gegründete AUCOOP Bremen e.V., eine Ausbildungs-Cooperative im Bereich arbeitsmarktpolitischer Dienstleistungen, verbunden mit einem kleinen Betrieb. Das Gebäude ist eng verbunden mit dem Kulturzentrum Lagerhaus Bremen an der Schildstraße.
An der Weberstraße Nr. 7 bis 23 (ungerade Nummern) steht gegenüber das denkmalgeschützte Ensemble Wiener Hof von um 1900 nach Plänen von Bauunternehmer Friedrich Wilhelm Rauschenberg und Andreas Heinrich Wilhelm Müller.

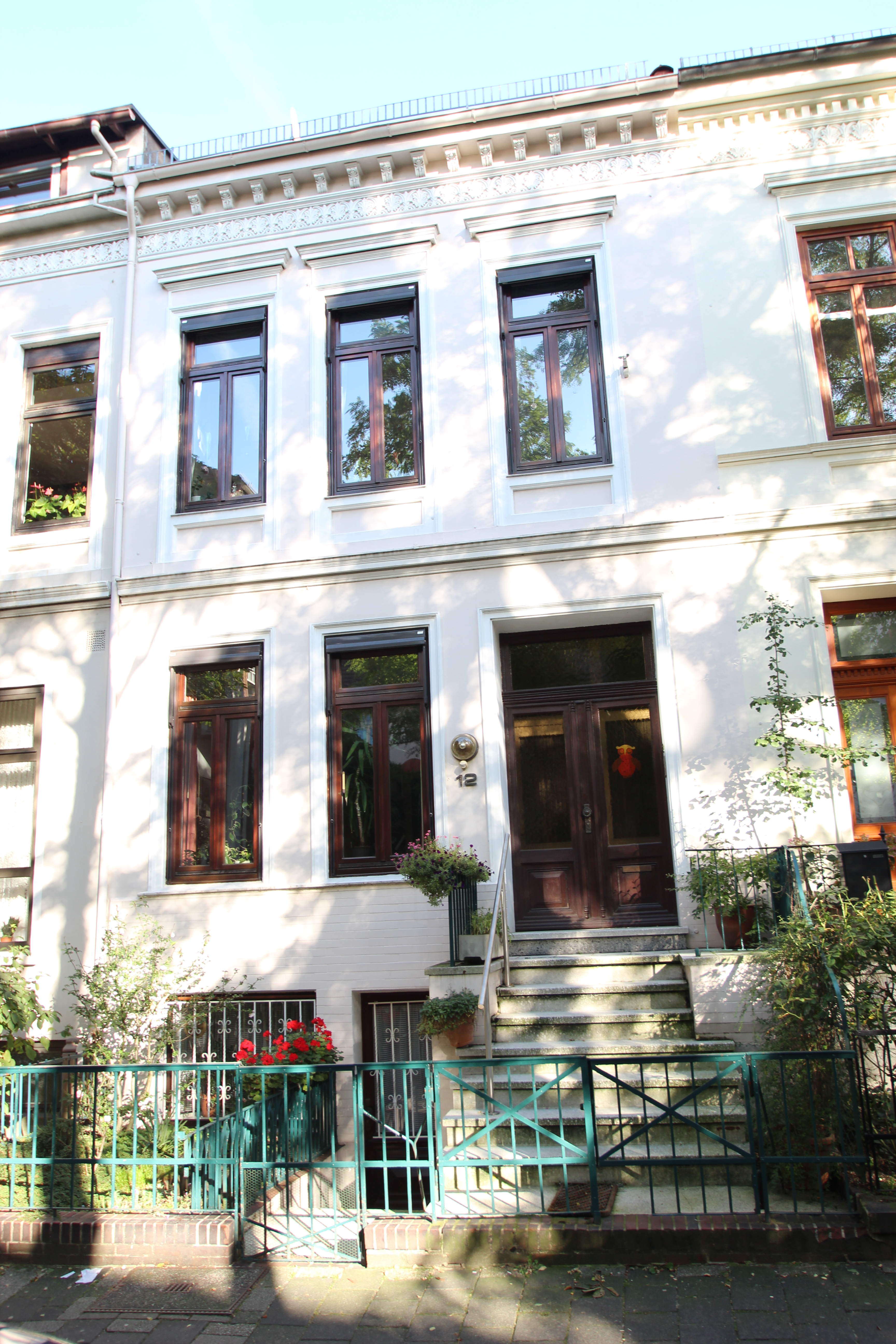
Nr. 12
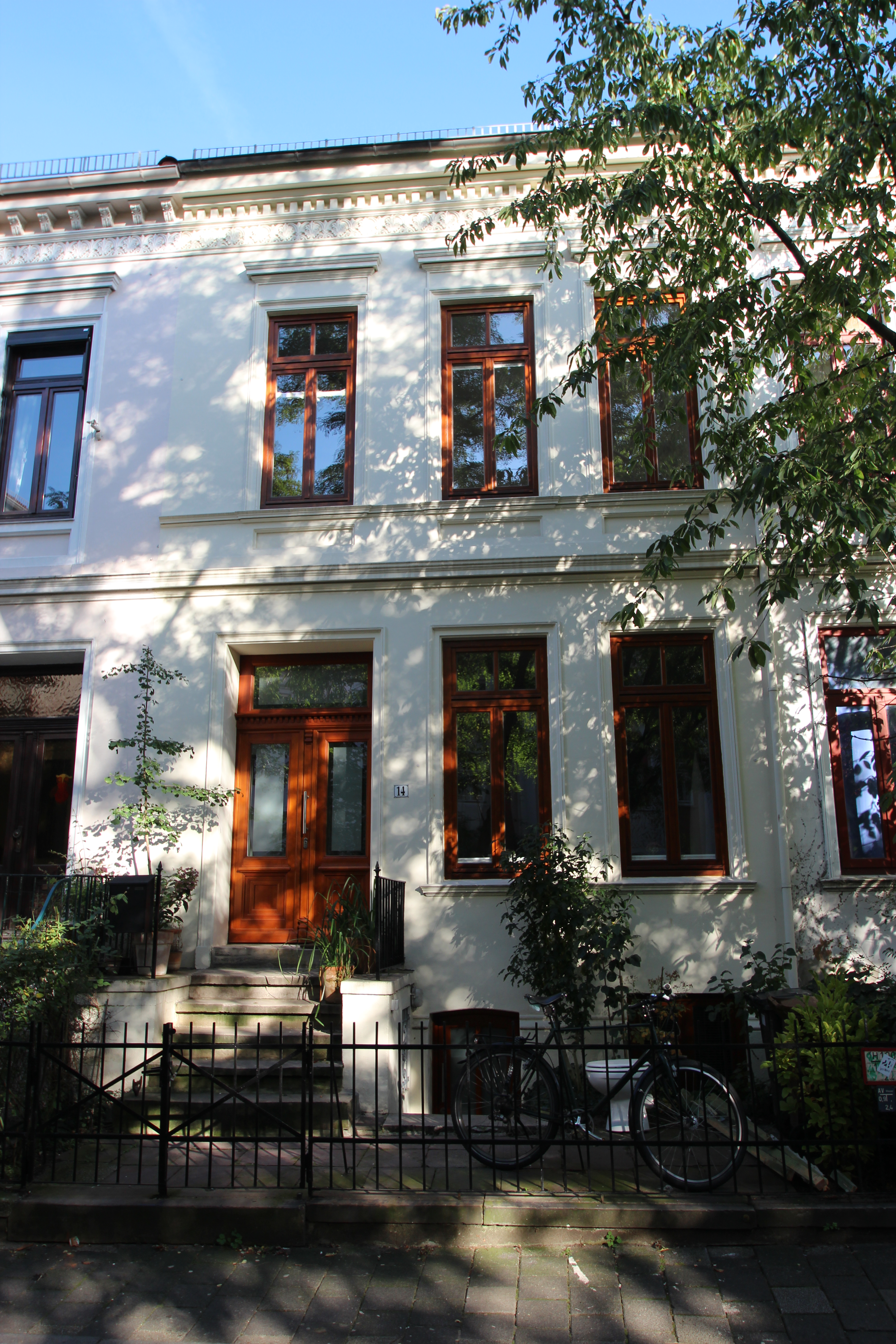
Nr. 14
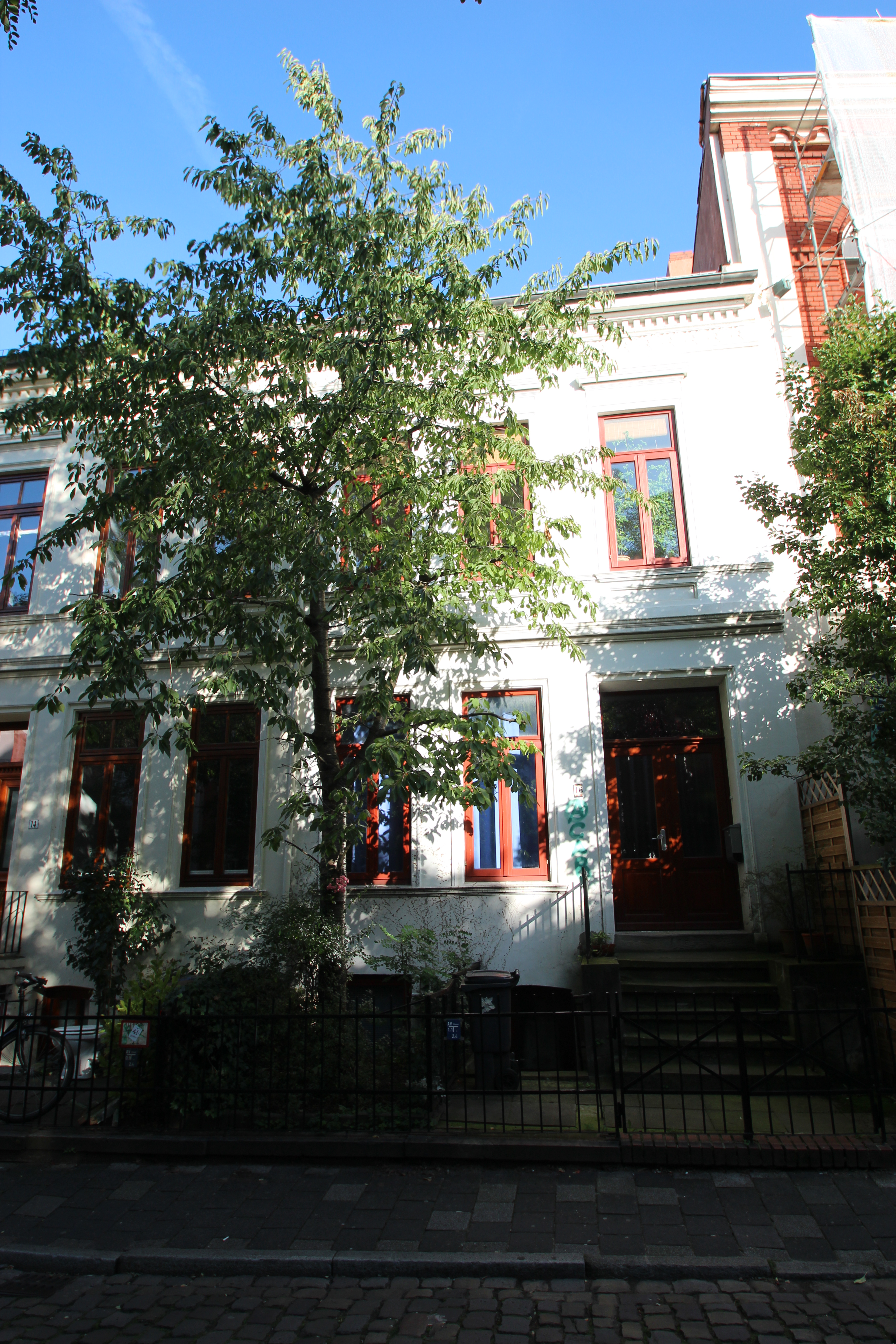
Nr. 16
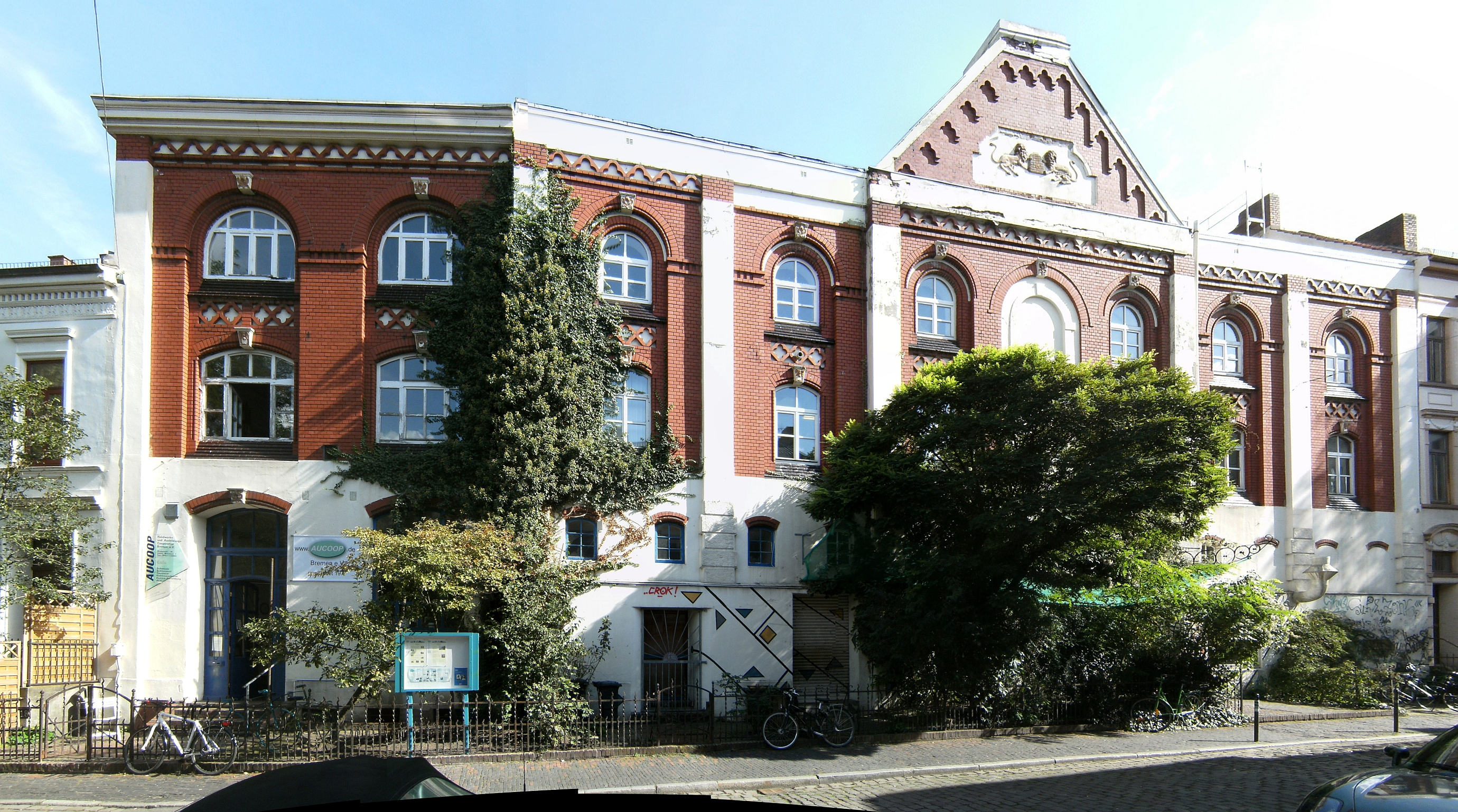
Nr. 18, Consumverein, Aucoop